# Coupe continentale d'athlétisme 2010
Navigation
Coupe du monde des nations 2006 Édition suivante
La première édition de la Coupe continentale d'athlétisme (nom officiel : The IAAF/VTB Bank Continental Cup) s'est déroulée au sein du stade de Poljud de Split en Croatie du 4 au 5 septembre 2010. C'est la première édition de la Coupe continentale de l'IAAF qui remplace l'ancienne Coupe du monde d'athlétisme des nations.

## Organisation

### Participants
Le Conseil de l'IAAF a décidé en novembre 2008 de donner un autre format à la Coupe du monde et de la rebaptiser « Coupe continentale », entre quatre équipes continentales :
- les Amériques (la NACAC et CONSUDATLE) ;
- l'Afrique (la Confédération africaine d'athlétisme, CAA) ;
- l'Asie/Pacifique (Asie, AAA et Océanie, AOA).
- l'Europe (EAA).

Les sélections des équipes se feront sur les bases suivantes :
- Afrique (AFR) : les résultats des Championnats d'Afrique d'athlétisme 2010 à Nairobi du 28 juillet au 1er août ;
- Amériques (AME) : à partir des IAAF Top Lists[1] telles qu'elles seront arrêtées au 31 juillet à la seule exception du 3 000 m qui sera choisi à partir de l’IAAF Senior Top Indoor List (en salle, hommes[2] et femmes[3]) au 31 mars 2010 ;
- Asie/Pacifique (APA) : sélection à travers les résultats ;
- Europe (EUR) : la base de la sélection sera les résultats des Championnats d'Europe d'athlétisme 2010 à Barcelone[4].

La liste des participants au 31 août précédant la compétition est disponible sur le site de l'IAAF : .

### Format de compétition
Il y aura deux athlètes par équipe, à l'exception des 1 500 m, 3 000 m, 3 000 m steeple et 5 000 m où peuvent être engagés trois athlètes par équipe (deux qui marquent des points). Un classement unique, masculin et féminin, donnera une seule équipe vainqueur. Le 1er reçoit 8 points, le 8e, 1 point. Pour les relais, le 1er, 15 points, le 4e, 3 points.
| Points attribués                                              | Points attribués | Points attribués | Points attribués | Points attribués | Points attribués | Points attribués | Points attribués | Points attribués |
| ------------------------------------------------------------- | ---------------- | ---------------- | ---------------- | ---------------- | ---------------- | ---------------- | ---------------- | ---------------- |
| Position                                                      | 1er              | 2e               | 3e               | 4e               | 5e               | 6e               | 7e               | 8e               |
| Points                                                        | 8                | 7                | 6                | 5                | 4                | 3                | 2                | 1                |
| Relais – 1er = 15 pts / 2e = 11 pts / 3e = 7 pts / 4e = 3 pts |                  |                  |                  |                  |                  |                  |                  |                  |

### Prix
Les prix individuels seront les suivants :
- 1er 30 000 $ ;
- 2e 15 000 $ ;
- 3e 10 000 $ ;
- 4e 7 000  $ ;
- 5e 5 000 $ ;
- 6e 3 000 $ ;
- 7e 2 000 $ ;
- 8e 1 000 $.

Pour les relais (4 × 100m, 4 × 400) : 1er 30 000 $, 2e 20 000, 3e 10 000, 4e 8 000, 5e 6 000, 6e 5 000, 7e 4 000, 8e 3 000.

## Résultats

### Hommes
| 100 m | Christophe Lemaitre (EUR) 10 s 06                                                | Daniel Bailey (AME) 10 s 10                                                            | Mark Lewis-Francis (EUR) 10 s 16 (SB)                                          |
| 200 m | Wallace Spearmon (AME) 19 s 95                                                   | Churandy Martina (AME) 20 s 47                                                         | Ben-Youssef Méité (AFR) 20 s 51                                                |
| 400 m | Jeremy Wariner (AME) 44 s 22 (CR)                                                | Ricardo Chambers (AME) 44 s 59                                                         | Michael Bingham (EUR) 44 s 84 (SB)                                             |
| 800 m | David Rudisha (AFR) 1 min 43 s 37 (CR)                                           | Marcin Lewandowski (EUR) 1 min 44 s 81                                                 | Belal Mansoor Ali (APA) 1 min 44 s 92                                          |
| 1 500 m | Amine Laâlou (AFR) 3 min 35 s 49                                                 | Mekonnen Gebremedhin (AFR) 3 min 35 s 70                                               | Leonel Manzano (AME) 3 min 36 s 48                                             |
| 3 000 m | Bernard Lagat (AME) 7 min 54 s 75                                                | Moses Kipsiro (AFR) 7 min 54 s 98 (SB)                                                 | Bayron Piedra (AME) 7 min 55 s 52                                              |
| 5 000 m | Bernard Lagat (AME) 13 min 58 s 23                                               | Moses Kipsiro (AFR) 13 min 58 s 35                                                     | Bouabdellah Tahri (EUR) 13 min 58 s 79                                         |
| 3 000 m steeple | Richard Mateelong (AFR) 8 min 09 s 67 (CR)                                       | Roba Gari (AFR) 8 min 09 s 87 (NR)                                                     | Mahiedine Mekhissi (EUR) 8 min 09 s 96                                         |
| 110 m haies | David Oliver (AME) 13 s 11                                                       | Andrew Turner (EUR) 13 s 48                                                            | Shi Dongpeng (APA) 13 s 53                                                     |
| 400 m haies | David Greene (EUR) 47 s 88 (PB)                                                  | Javier Culson (AME) 48 s 08                                                            | Bershawn Jackson (AME) 48 s 62                                                 |
| 4 × 100 m | Amériques Daniel Bailey Wallace Spearmon Tyson Gay Churandy Martina 38 s 25      | Asie-Pacifique Shinji Takahira Naoki Tsukahara Kenji Fujimitsu Shintaro Kimura 39 s 28 | Afrique Hannes Dreyer Simon Magakwe Wilhelm van der Vyver Thuso Mpuang 39 s 82 |
| 4 × 400 m | Amériques Nery Brenes Bershawn Jackson Greg Nixon Ricardo Chambers 2 min 59 s 00 | Europe Michael Bingham Kévin Borlée Vladimir Krasnov Martyn Rooney 2 min 59 s 84       | Afrique Gary Kikaya Mark Mutai Mohamed Khouaja Rabah Yousif 3 min 02 s 62      |
| Saut en hauteur | Rashid al-Mannai (APA) 2,28 m (PB)                                               | Donald Thomas (AME) 2,28 m                                                             | Martyn Bernard (EUR) 2,25 m                                                    |
| Saut à la perche | Steven Hooker (APA) 5,95 m (CR)                                                  | Renaud Lavillenie (EUR) 5,90 m                                                         | Derek Miles (AME) 5,75 m                                                       |
| Saut en longueur | Dwight Phillips (AME) 8,34 m                                                     | Kafétien Gomis (EUR) 8,10 m                                                            | Christian Reif (EUR) 7,99 m                                                    |
| Triple saut | Marian Oprea (EUR) 17,29 m                                                       | Alexis Copello (AME) 17,25 m                                                           | Phillips Idowu (EUR) 17,24 m                                                   |
| Lancer du poids | Christian Cantwell (AME) 21,87 m                                                 | Tomasz Majewski (EUR) 21,22 m                                                          | Scott Martin (APA) 20,10 m                                                     |
| Lancer du disque | Robert Harting (EUR) 66,85 m                                                     | Benn Harradine (APA) 66,45 m (AR)                                                      | Ehsan Hadadi (APA) 64,55 m                                                     |
| Lancer du marteau | Libor Charfreitag (EUR) 79,69 m                                                  | Dilshod Nazarov (APA) 78,76 m                                                          | Ali al-Zinkawi (APA) 76,73 m                                                   |
| Lancer du javelot | Andreas Thorkildsen (EUR) 89,26 m (CR)                                           | Gerhardus Pienaar (AFR) 83,17 m (SB)                                                   | Matthias de Zordo (EUR) 82,89 m                                                |
| Records et Performances - AR : Record continental (area record) - CR : Record des championnats (championship record) - MR : Record du meeting (meet record) - NR : Record national (national record) - OR : Record olympique (olympic record) - PR : Record paralympique (paralympic record) - PB : Record personnel (personal best) - SB : Meilleure performance personnelle de la saison (season's best) - WL : Meilleure performance mondiale de l'année (world leader) - WJR : Record du monde junior (world junior record) - WR : Record du monde (world record) Circonstances et Conditions - DNF : N'a pas terminé (did not finish) - DNS : N'a pas pris le départ (did not start) - DQ : Disqualification (disqualification) - NM : Aucun essai valable enregistré (No Mark) - Q : Qualifié « directement » au prochain tour (ou à la prochaine compétition), lors d'une compétition majeure, grâce au classement ou à la réalisation des minima (automatic qualifier) - q : Qualifié au prochain tour (ou à la prochaine compétition), lors d'une compétition majeure, grâce au repêchage ou à la réalisation de l'une des meilleures performances parmi celles des « non qualifiés directement » (grâce au meilleur temps ou à la meilleure distance par exemple) (secondary qualifier) |                                                                                  |                                                                                        |                                                                                |

### Femmes
| 100 m | Kelly-Ann Baptiste (AME) 11 s 05                                                                   | Shalonda Solomon (AME) 11 s 09                                                           | Blessing Okagbare (AFR) 11 s 14                                                           |
| 200 m | Aleksandra Fedoriva (EUR) 22 s 86                                                                  | Elizaveta Bryzhina (EUR) 23 s 37                                                         | Cydonie Mothersille (AME) 23 s 41                                                         |
| 400 m | Amantle Montsho (AFR) 49 s 89 (SB)                                                                 | Debbie Dunn (AME) 50 s 21                                                                | Tatyana Firova (EUR) 50 s 45                                                              |
| 800 m | Janeth Jepkosgei (AFR) 1 min 57 s 88                                                               | Kenia Sinclair (AME) 1 min 58 s 16 (SB)                                                  | Mariya Savinova (EUR) 1 min 58 s 27                                                       |
| 1 500 m | Hind Dehiba (EUR) 4 min 19 s 78                                                                    | Nicole Edwards (AME) 4 min 21 s 34                                                       | Christin Wurth-Thomas (AME) 4 min 21 s 46                                                 |
| 3 000 m | Meseret Defar (AFR) 9 min 03 s 33                                                                  | Alemitu Bekele (EUR) 9 min 04 s 08                                                       | Shannon Rowbury (AME) 9 min 04 s 82                                                       |
| 5 000 m | Vivian Cheruiyot (AFR) 16 min 05 s 74                                                              | Sentayehu Ejigu (AFR) 16 min 07 s 11                                                     | Molly Huddle (AME) 16 min 08 s 60                                                         |
| 3 000 m steeple | Yuliya Zarudneva (EUR) 9 min 25 s 46 (CR)                                                          | Milcah Chemos Cheywa (AFR) 9 min 25 s 84                                                 | Sofia Assefa (AFR) 9 min 29 s 53                                                          |
| 100 m haies | Sally Pearson (APA) 12 s 65                                                                        | LoLo Jones (AME) 12 s 66                                                                 | Perdita Felicien (AME) 12 s 68                                                            |
| 400 m haies | Nickiesha Wilson (AME) 54 s 52 (SB)                                                                | Ajoke Odumosu (AFR) 54 s 59 (NR)                                                         | Vania Stambolova (EUR) 54 s 89                                                            |
| 4 × 100 m | Amériques Cydonie Mothersille Debbie Ferguson-McKenzie Shalonda Solomon Kelly-Ann Baptiste 43 s 07 | Europe Olesya Povkh Nataliya Pohrebnyak Mariya Ryemyen Elizaveta Bryzhina 43 s 77        | Afrique Ruddy Zang Milama Agnes Osazuwa Oludamola Osayomi Blessing Okagbare 43 s 88       |
| 4 × 400 m | Amériques Shericka Williams Debbie Dunn Nickiesha Wilson Christine Amertil 3 min 26 s 37           | Europe Kseniya Ustalova Antonina Krivoshapka Libania Grenot Tatyana Firova 3 min 26 s 58 | Afrique Folasade Abugan Amy Mbacké Thiam Ndèye Fatou Soumah Amantle Montsho 3 min 27 s 99 |
| Saut en hauteur | Blanka Vlašić (EUR) 2,05 m (CR)                                                                    | Emma Green (EUR) 1,95 m                                                                  | Levern Spencer (AME) Nadiya Dusanova (APA) 1,88 m                                         |
| Saut à la perche | Svetlana Feofanova (EUR) 4,70 m (CR)                                                               | Lisa Ryzih (EUR) 4,60 m                                                                  | Fabiana Murer (AME) 4,50 m                                                                |
| Saut en longueur | Yuliya Tarasova (APA) 6,70 m                                                                       | Yargeris Savigne (AME) 6,63 m                                                            | Olga Rypakova (APA) 6,60 m (SB)                                                           |
| Triple saut | Olga Rypakova (APA) 15,25 m (WL, CR)                                                               | Olha Saladuha (EUR) 14,70 m                                                              | Yargeris Savigne (AME) 14,63 m                                                            |
| Lancer du poids | Valerie Adams (APA) 20,86 m (SB)                                                                   | Gong Lijiao (CHN) 20,13 m (SB)                                                           | Misleydis González (AME) 18,62 m                                                          |
| Lancer du disque | Li Yanfeng (APA) 63,79 m                                                                           | Sandra Perković (EUR) 63,29 m                                                            | Yarelis Barrios (AME) 62,58 m                                                             |
| Lancer du marteau | Tatyana Lysenko (EUR) 73,88 m                                                                      | Zhang Wenxiu (APA) 73,69 m                                                               | Yipsi Moreno (AME) 72,73 m                                                                |
| Lancer du javelot | Maria Abakumova (EUR) 68,14 m (CR) DQ                                                              | Sunette Viljoen (AFR) 62,21 m                                                            | Kimberley Mickle (APA) 61,36 m (SB)                                                       |
| Records et Performances - AR : Record continental (area record) - CR : Record des championnats (championship record) - MR : Record du meeting (meet record) - NR : Record national (national record) - OR : Record olympique (olympic record) - PR : Record paralympique (paralympic record) - PB : Record personnel (personal best) - SB : Meilleure performance personnelle de la saison (season's best) - WL : Meilleure performance mondiale de l'année (world leader) - WJR : Record du monde junior (world junior record) - WR : Record du monde (world record) Circonstances et Conditions - DNF : N'a pas terminé (did not finish) - DNS : N'a pas pris le départ (did not start) - DQ : Disqualification (disqualification) - NM : Aucun essai valable enregistré (No Mark) - Q : Qualifié « directement » au prochain tour (ou à la prochaine compétition), lors d'une compétition majeure, grâce au classement ou à la réalisation des minima (automatic qualifier) - q : Qualifié au prochain tour (ou à la prochaine compétition), lors d'une compétition majeure, grâce au repêchage ou à la réalisation de l'une des meilleures performances parmi celles des « non qualifiés directement » (grâce au meilleur temps ou à la meilleure distance par exemple) (secondary qualifier) | |                                                                                          |                                                                                           |

## Classement général
Classement définitif :
| Rang | Équipe continentale  | Points |
| ---- | -------------------- | ------ |
| 1    | Amériques (AME)      | 422,5  |
| 2    | Europe (EUR)         | 417    |
| 3    | Afrique (AFR)        | 293    |
| 4    | Asie-Pacifique (APA) | 290,5  |